# Richard McCabe
Richard McCabe (* 1960 in Glasgow, Schottland als William McCabe) ist ein britischer Schauspieler in Theater, Film und Fernsehen. Er spielte Charakterrollen in Kinoproduktionen wie Jane Austens Verführung, Notting Hill, Master & Commander – Bis ans Ende der Welt, Der ewige Gärtner oder Die Herzogin.

## Leben und Karriere
Richard McCabe wurde 1960 in Glasgow geboren. Seine Ausbildung erhielt der gebürtige Schotte an der traditionsreichen Londoner Schauspielschule, der Royal Academy of Dramatic Art (RADA). Seit den frühen 1980er Jahren arbeitet McCabe überwiegend als Theaterschauspieler, er ist einer der prominenten Künstler der Royal Shakespeare Company. Er spielte Iago in Michael Attenboroughs Produktion von Othello beim Royal Shakespeare Theatre in der Sommersaison 1999 und später am Barbican Theatre. Seit 2005 trat er regelmäßig am Chichester Festival Theatre auf. McCabe war 1994 als Bester Nebendarsteller für den Laurence Olivier Award nominiert, den er dann im Jahr 2013 auch gewann. Neben seiner Theaterlaufbahn ist McCabe als Schauspieler auch seit rund 30 Jahren in den Bereichen Film und Fernsehen tätig. Ferner komponierte er die Musik zu vielen Theaterstücken.
Sein Leinwanddebüt gab Richard McCabe 1995 in Roger Michells romantischem Drama Jane Austens Verführung. Regisseur Michell war es dann auch der ihm 1999 in seinem Erfolgsfilm Notting Hill mit Julia Roberts und Hugh Grant eine weitere kleine Gastrolle gab, nämlich den Part des erfolglosen Restaurantbesitzers Tony. In den 2000er Jahren folgten Auftritte in Filmen wie Peter Weirs Abenteuerfilm Master & Commander – Bis ans Ende der Welt, in Vanity Fair – Jahrmarkt der Eitelkeit von Regisseurin Mira Nair, in Fernando Meirelles oscar-prämiertem Film Der ewige Gärtner, in Peter Greenaways Historiendrama Nightwatching oder in der Kinoproduktion Die Herzogin von Regisseur Saul Dibb. Zuletzt sah man ihn 2013 in der zweiten Regiearbeit von Schauspieler Ralph Fiennes, in dem romantischen Drama The Invisible Woman.
Zu den zahlreichen Fernsehauftritten von Richard McCabe gehören zwischen 1985 und 2013 unter anderem: Bulman (1987), Between the Lines (1994), The Vice (1999), Der Preis des Verbrechens (2000), Waking the Dead – Im Auftrag der Toten (2003), Inspector Barnaby (2006), Lewis – Der Oxford Krimi (2008), Spooks – Im Visier des MI5 (2009) oder Borgia (2013). Eine komplexere TV-Rolle spielte er als Nyberg von 2008 bis 2012 in der Fernsehserie Kommissar Wallander an der Seite von Kenneth Branagh und Sarah Smart nach den Romanen des schwedischen Bestsellerautors Henning Mankell.
Für seine Darstellung des britischen Premierministers Harold Wilson in Peter Morgans Theaterstück The Audience mit Helen Mirren in der Hauptrolle als britische Königin Elisabeth II. gewann er 2015 den Tony Award als bester Nebendarsteller.

## Filmografie (Auswahl)

### Kino
- 1995: Jane Austens Verführung (Persuasion)
- 1999: Notting Hill
- 2003: Master & Commander – Bis ans Ende der Welt (Master and Commander: The Far Side of the World)
- 2004: The Tulse Luper Suitcases, Part 2: Vaux to the Sea
- 2004: Vanity Fair – Jahrmarkt der Eitelkeit (Vanity Fair)
- 2005: Der ewige Gärtner (The Constant Gardener)
- 2007: Nightwatching – Das Rembrandt-Komplott (Nightwatching)
- 2008: Die Herzogin (The Duchess)
- 2013: The Invisible Woman
- 2015: Eye in the Sky
- 2016: Mindhorn
- 2017: Rangoon
- 2017: Goodbye Christopher Robin
- 2018: The Little Stranger
- 2019: 1917
- 2020: The Duke
- 2021: S.A.S. Red Notice (SAS: Red Notice)
- 2024: Gladiator II

### Fernsehen
- 1985, 1990, 1995: The Bill (Fernsehserie, drei Episoden)
- 1987: Bulman (Fernsehserie, eine Episode)
- 1994: Between the Lines (Fernsehserie)
- 1997: Bramwell (Fernsehminiserie)
- 1997: A Prince Among Men (Fernsehserie, eine Episode)
- 1998: Heat of the Sun (Fernsehminiserie)
- 1998: Killer Net (Fernsehserie)
- 1999: The Vice (Fernsehserie, zwei Episoden)
- 2000: Der Preis des Verbrechens (Trial & Retribution, Fernsehserie, zwei Episoden)
- 2003: The Family (Fernsehserie, eine Episode)
- 2003: Waking the Dead – Im Auftrag der Toten (Waking the Dead, Fernsehserie, zwei Episoden)
- 2003: Foyle’s War (Fernsehserie, eine Episode)
- 2004: Inspector Lynley (The Inspector Lynley Mysteries, Fernsehserie, eine Episode)
- 2005: To the Ends of the Earth (Fernsehminiserie)
- 2006: Inspector Barnaby (Midsomer Murders, Fernsehserie, Episode 9x05: Erst morden, dann heiraten (Four Funerals & A Wedding))
- 2006: Jane Eyre (Fernsehminiserie)
- 2007: The Whistleblowers (Fernsehserie, eine Episode)
- 2007: Warriors – Die größten Krieger der Geschichte (Fernsehdokumentarfilmserie)
- 2008–2015: Kommissar Wallander (Fernsehserie, elf Episoden)
  - 2008: Kommissar Wallander: Die falsche Fährte
  - 2008: Kommissar Wallander: Die Brandmauer
  - 2008: Kommissar Wallander: Mittsommermord
  - 2010: Kommissar Wallander: Mörder ohne Gesicht
  - 2010: Kommissar Wallander: Der Mann, der lächelte
  - 2010: Kommissar Wallander: Die fünfte Frau
  - 2012: Kommissar Wallander: Ein Mord im Herbst
  - 2012: Kommissar Wallander: Hunde von Riga
  - 2012: Kommissar Wallander: Vor dem Frost
  - 2015: Kommissar Wallander: Lektionen der Liebe
  - 2015: Kommissar Wallander: Der Feind im Schatten
- 2008: Lewis – Der Oxford Krimi (Lewis, Fernsehserie, eine Episode)
- 2008: Einstein und Eddington (Fernsehfilm)
- 2009: Spooks – Im Visier des MI5 (Spooks, Fernsehserie, eine Episode)
- 2010: Mystery! (Fernsehserie, eine Episode)
- 2012: Playhouse Presents (Fernsehserie, eine Episode)
- 2012: The Best of Men (Fernsehfilm)
- 2013: Borgia (Fernsehserie, zwei Episoden)
- 2013: National Theatre Live (Fernsehserie, eine Episode)
- 2013: Legacy (Fernsehfilm)
- 2014: Peaky Blinders – Gangs of Birmingham (Fernsehserie, zwei Episoden)
- 2015: The Scandalous Lady W (Fernsehfilm)
- 2015: Indischer Sommer (Indian Summers, Fernsehserie, vier Episoden)
- 2017: Philip K. Dick’s Electric Dreams (Fernsehserie, eine Episode)
- 2017: Doc Martin (Fernsehserie, eine Episode)
- 2017–2019: Harlots – Haus der Huren (Harlots, Fernsehserie, acht Episoden)
- 2018: Collateral (Fernsehminiserie, drei Episoden)
- 2021: A Very British Scandal (Fernsehserie, drei Episoden)
- 2022: The Pentaverate (Miniserie)

### Kurzfilme
- 2012: Epithet

## Auszeichnungen
- 2013: Laurence Olivier Award in der Kategorie Bester Nebendarsteller für The Audience
- 2015: Tony Award in der Kategorie Bester Nebendarsteller für The Audience